# Lutownica

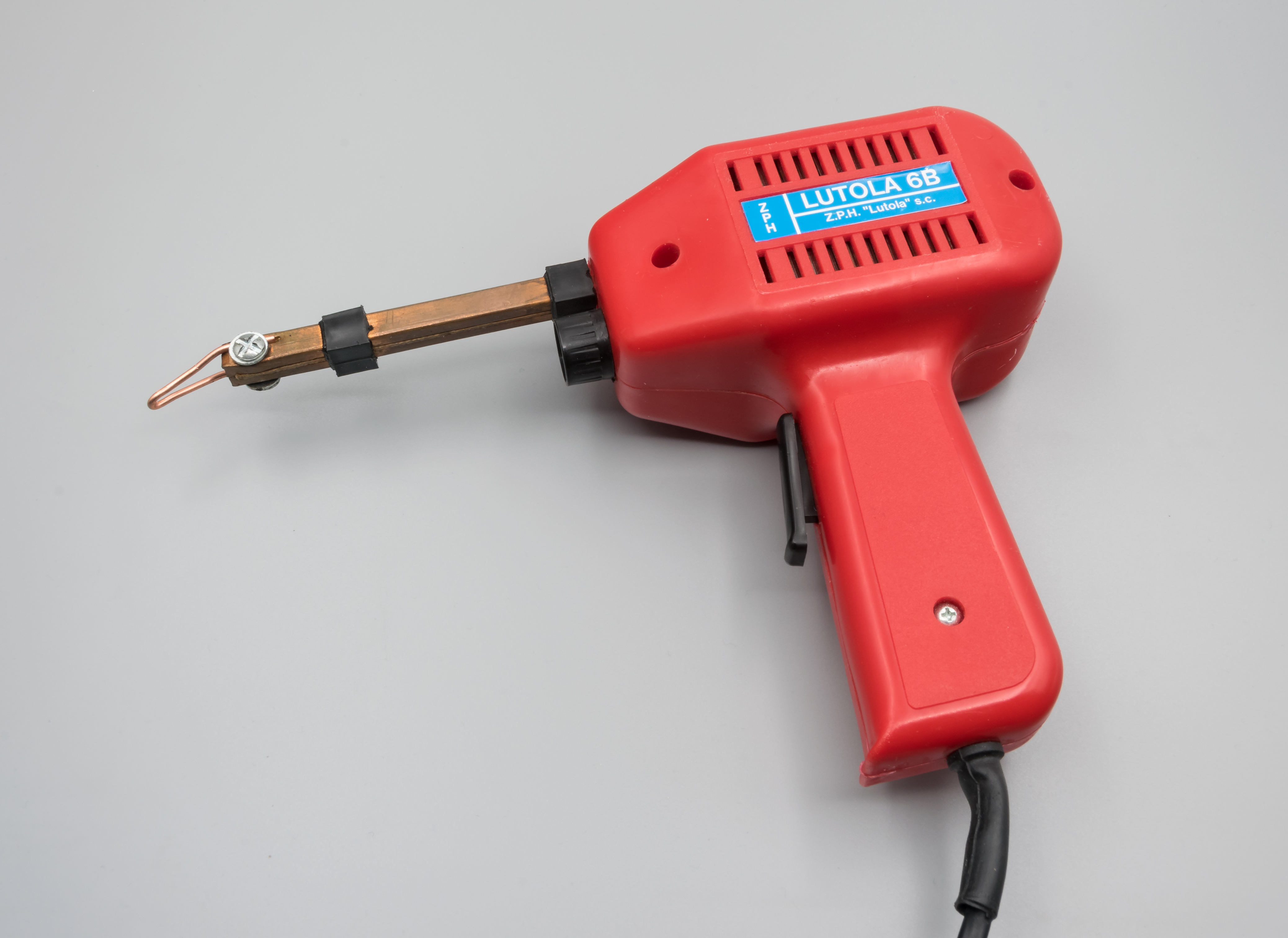
Lutownica transformatorowa

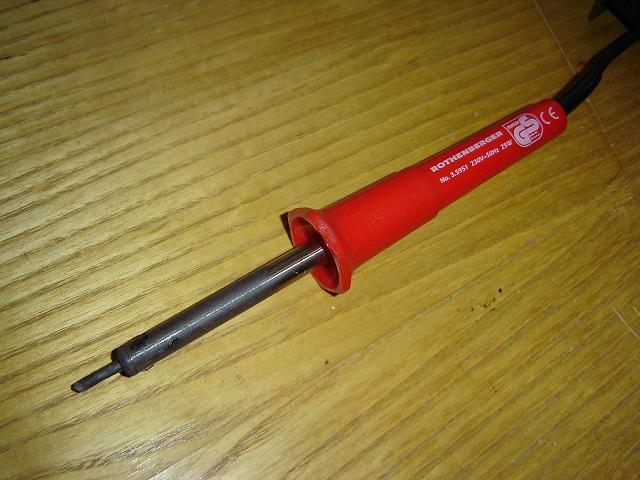
Lutownica grzałkowa (oporowa)

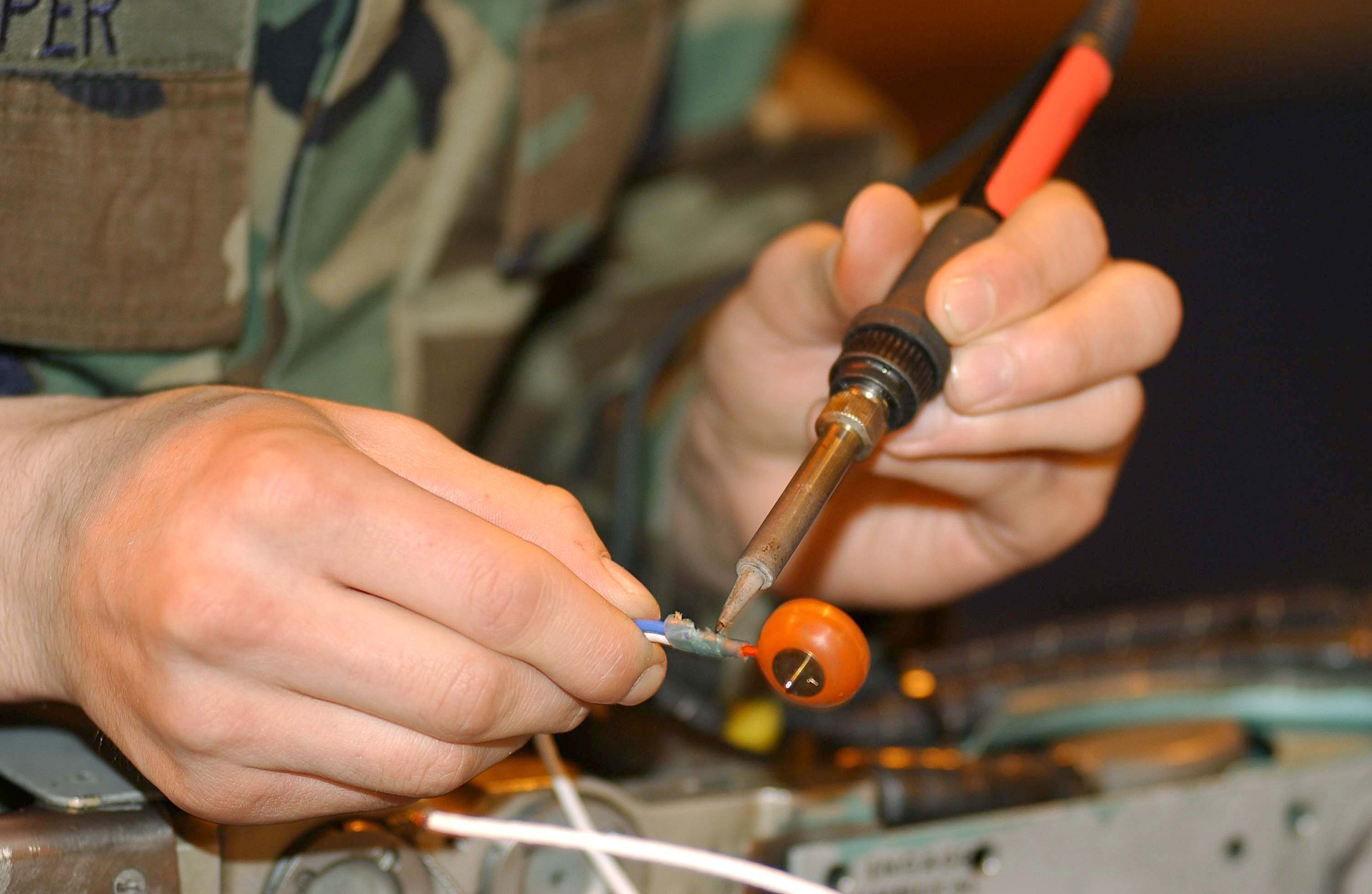
Lutownica podczas użytkowania

Lutownica – narzędzie służące do lutowania. Składa się ona z kolby, służącej jako uchwyt oraz grota, czyli części mającej bezpośredni styk ze spoiwem – lutem. Możemy je podzielić na:
- lutownice transformatorowe, w których wysoka temperatura jest uzyskiwana poprzez przepływanie prądu o dużym natężeniu przez drut, który jest zarazem grotem. Ich nazwa pochodzi od transformatora, który jest jej integralną częścią. Lutownice te są dość popularne, gdyż czas nagrzewania grota jest krótki (kilka sekund). Nowocześniejsze rozwiązania posiadają wbudowane oświetlenie skierowane na miejsce lutowania, oraz kilkuzakresowy przełącznik mocy. Ich wadą jest brak dokładnej kontroli temperatury grota oraz silne pole elektromagnetyczne wokół grota.
- lutownice grzałkowe (oporowe), w których metalowy (zazwyczaj miedziany lub wykonany ze stopów miedzi) grot podgrzewany jest elektryczną grzałką. Najprostsze zasilane wprost z sieci nie pozwalają na regulację/stabilizację temperatury. Odmianą lutownicy grzałkowej jest tzw. lutownica kolbowa, w której grot wykonany jest z masywnego kawałka metalu. Powoduje to akumulację znacznych ilości energii cieplnej, co ułatwia lutowanie większych elementów. Natomiast stacje lutownicze, które składają się z zasilacza (i najczęściej stabilizatora) oraz dołączonej do niej tzw. kolby – grzałki w odpowiedniej obudowie, zasilanej najczęściej napięciem 24 V są chętnie stosowane do lutowania układów elektronicznych, ponieważ kolba jest lekka.
- lutownice z elektrodami grafitowymi zbudowane są na bazie transformatora, który zasila szczypce wyposażone w elektrody węglowe. Po zamknięciu obwodu grafitowymi elektrodami na przewodzącym prąd elemencie lutowanym, płynie prąd elektryczny, wydzielając ciepło na styku grafit – element lutowany. Zaletą jest duża moc, zaś wadą (zwłaszcza przy lutowaniu twardym) pozostawiany ślad elektrody grafitowej.
- lutownice gazowe, których grot podgrzewany jest palnikiem zasilanym gazem (np. propan-butan). Możliwe jest użycie takiej lutownicy bez grota – wówczas wykorzystywane są gorące gazy spalinowe. Mają one większe możliwości niż transformatorowe, ponieważ topią np. cynę z dodatkiem miedzi której nie roztopi lutownica transformatorowa.
- lutownice podgrzewane zewnętrznym źródłem ciepła to po prostu miedziany grot na uchwycie; grot po podgrzaniu w płomieniu palnika (np. na kuchence gazowej) przez kilkadziesiąt sekund zachowuje na tyle wysoką temperaturę, że umożliwia lutowanie. Działa na zasadzie podobnej do żelazka z duszą. Obecnie lutownice takie, jako całkowicie archaiczne, niewygodne i nie nadające się do precyzyjnych prac – całkowicie wyszły z użycia.

Współcześnie lutownic elektrycznych używa się niemal wyłącznie do prac z obwodami elektronicznymi o niewielkich wymiarach, zatem moc elektryczna grzejników nie jest wysoka, nie przekracza na ogół kilkudziesięciu watów (spotykane najczęściej mieszczą się w przedziale od 40 do 125 W). Znacznie większe lutownice elektryczne (zazwyczaj kolbowe), o mocy sięgającej 400 - 500 watów stosowane bywają do lutowania blach (np. rynien miedzianych lub stalowych ocynkowanych). Mają one – oprócz dużej mocy – także stosunkowo duże wymiary grota, zapewniające dużą bezwładność cieplną, korzystną przy pracy z elementami o dużej powierzchni. Lutownice kolbowe do blach i rur wypierane jednak są coraz częściej lutownicami gazowymi mającymi m.in. tę przewagę nad elektrycznymi, że nie wymagają doprowadzania energii elektrycznej (co może być istotne przy pracy na placu budowy, np. na dachu budynku), a zasilane są z przenośnej butli z propanem.